# Manuel Meana
Manuel Meana Vallina (Gijón, Asturias, España, 21 de octubre de 1901-Madrid, España, 1 de agosto de 1985) fue un futbolista y entrenador español. Jugaba como centrocampista y desarrolló toda su carrera como futbolista en el Real Sporting de Gijón. Bajo la presidencia de Santiago Bernabéu fue el creador y primer director de la Ciudad Deportiva del Real Madrid, puesto que ocupó hasta su jubilación.

## Trayectoria

### Como futbolista
Llegó al Real Sporting de Gijón en categoría infantil procedente del Santa Catalina. Se incorporó al primer equipo rojiblanco en la temporada 1917-18, figurando por vez primera en la alineación inicial del Sporting en un encuentro contra el Athletic Club disputado en Bilbao esa misma temporada. En el estadio El Molinón, debutó el 2 de septiembre de 1917 contra el R. C. D. Español.
Fue uno de los integrantes de la selección asturiana que ganó el campeonato de España de 1923, tras vencer a la gallega en la final celebrada en Vigo el 25 de febrero de 1923.

### Como entrenador
En 1928 entrenó al Sporting, aunque manteniendo su ficha como futbolista, y consiguió llevar al equipo gijonés a las semifinales del Campeonato de España. Repitió su estancia en el banquillo sportinguista en otras dos etapas: 1939-40 y 1948-49. A finales de la campaña 1941-42 se hizo con sus servicios el Real Oviedo y Meana logró la permanencia del equipo en Primera División. Permaneció en el puesto cinco años.

## Selección nacional
Debutó con la selección española en el estadio de San Mamés frente a Bélgica (2-0) en 1921. En total, jugó siete partidos y llegó a ser el capitán del equipo nacional. Posteriormente, también ocupó el cargo de seleccionador entre 1956 y 1959; en veinte partidos disputados, consiguió once victorias, seis empates y tres derrotas.